# حاسي الفحل
حاسي الفحل أو حاسي لفحل، هي إحدى بلديات ولاية غرداية بالجزائر تقع على حافة الطريق الوطني رقم 1 تبعد عن مقر الولاية 120 كلم، أما عن الدائرة (المنصورة) 50 كلم .
تعتمد في مداخيلها على التمر الذي يعد من أجود التمور في العالم (دقلة نور) لكن هذا لم يشفع لها فالتجار يأتون إليها من ولاية بسكرة كما تعتمد على المحاصيل الزراعية مساحتها تتراوح بين 6715 كلم مربع. كما بدأت تدخل عالم الريادة في إنتاج القمح بمزارع نموذجية. كما تعرف البلدية مؤخرا زراعة البطيخ الصيفي أو ما يعرف محليا بالدلاع وقد غطى إنتاجه لموسم 2011 كل الأسواق الوطنية بجودة عالية.